# Люденшайд
Люденшайд (нем. Lüdenscheid) — город в Германии, районный центр, расположен в земле Северный Рейн-Вестфалия.
Подчинён административному округу Арнсберг. Входит в состав района Меркиш. Население составляет 75 463 человека (на 31 декабря 2010 года). Занимает площадь 86,73 км². Официальный код — 05 9 62 032.

## География
Люденшайд расположен в седловине водораздела между реками Лен и Вольме, которые впадают в реку Рур (которая впоследствии впадает в Рейн), и к ним ведут три малые долины. Седло имеет высоту 420 метров, более высокие возвышения на водоразделе — неназванная вершина холма, 505 метров на севере и Нордхелле высотой 663 метра в горной цепи Эббегебирге. В окружающих гористых районах полдюжины барьеров создали искусственные озера для регулирования стока реки Рур и для обеспечения питьевой водой. Горный характер территории города породил прозвище «Бергштадт» (горный городок). Оригинальное поселение окружает церковь, построенную на выступе склона над седлом.

### Климат
| Показатель                          | Янв.  | Фев.  | Март  | Апр. | Май  | Июнь | Июль  | Авг.  | Сен. | Окт. | Нояб. | Дек.  |
| ----------------------------------- | ----- | ----- | ----- | ---- | ---- | ---- | ----- | ----- | ---- | ---- | ----- | ----- |
| Абсолютный максимум, °C             | 13,4  | 15,5  | 21,5  | 26,4 | 30,4 | 33,3 | 34,5  | 34,8  | 30,0 | 25,7 | 19,7  | 13,3  |
| Средний суточный максимум, °C       | 3,3   | 4,5   | 8,3   | 12,8 | 16,9 | 19,8 | 21,8  | 21,4  | 17,5 | 12,9 | 7,6   | 4,0   |
| Средняя температура, °C             | 1,0   | 1,8   | 4,6   | 8,2  | 12,2 | 15,0 | 17,1  | 16,7  | 13,4 | 9,5  | 5,2   | 1,8   |
| Средний суточный минимум, °C        | −1,4  | −1    | 0,9   | 3,6  | 7,4  | 10,1 | 12,4  | 12,0  | 9,2  | 6,0  | 2,8   | −0,4  |
| Абсолютный минимум, °C              | −19,1 | −18,4 | −12,2 | −6,8 | −1,3 | 3,1  | 5,3   | 4,8   | 1,6  | −6,3 | −9,5  | −17,9 |
| Норма осадков, мм                   | 116,5 | 94,8  | 89,2  | 58,2 | 77,9 | 77,4 | 101,5 | 102,4 | 93,0 | 90,6 | 98,1  | 113,5 |
| Источник: Погода и климат Люденшайд |       |       |       |      |      |      |       |       |      |      |       |       |

## История
В то время как первое поселение в области Люденшайд было подтверждено в IX веке, первое упоминание о месте как деревне было сделано в 1067 году и как город в 1268 году.
В XV и XVI веках Люденшайд был членом Ганзейского союза. С 1609 года город принадлежал Бранденбургскому электорату, позднее Пруссии. В 1815 году он стал частью новой прусской провинции Вестфалия, а в 1975 году с созданием Märkischer Kreis стал местом его управления.
В 1898 году на заводе Карла Берга в Люденшайде был построен алюминиевый каркас первого дирижабля Zeppelin.

## Население
| Год  | Население |
| ---- | --------- |
| 1995 | 81 155    |
| 2000 | 81 173    |
| 2005 | 79 379    |
| 2010 | 75 946    |

## Герб
На гербе города изображён святой Медард Нуайонский, считающийся официальным покровителем Люденшайда.

## Экономика
Люденшайд — это преимущественно индустриальный город с небольшими и средними предприятиями в металлургии и производстве пластмасс. В самой большой компании в Люденшайде работает 2000 человек, в других компаниях занято 800 человек или меньше.
Экономическое значение вышло на первый план в средние века, когда город стал центром добычи металлической руды в его окрестностях. Руда обрабатывалась молотками и проволочными ящиками Люденшайда, обслуживаемыми гидроэлектростанциями в окружающих долинах. Многие кустарные мастерские в Люденшайде делали готовые изделия из этих материалов. Чтобы продавать эти продукты в более широкой области, Люденшайд присоединился к Ганзейскому союзу.
С появлением индустриальной эры производство пуговиц и пряжек сыграло большую роль, что нашло отражение в «Knopfmuseum» (Музей пуговиц). Позже были приняты новые материалы, такие как алюминий, бакелит и пластик. Возникла поддерживающая индустрия, производящая формы для штамповки, вырубки, прессования и литья, и она до сих пор играет важную роль в промышленности Люденшайда.
Важную роль играют производство деталей для автомобильной промышленности и арматуры для электроустановок, а также непрерывное литье алюминиевых профилей. Продукты, примечательные для конечных потребителей, — это лампы, системы освещения и игрушки.

## Личности
- Карл Теодор Фердинанд Грюн (1817-1887) —  немецкий издатель, публицист и журналист
- Мартин Густав Ноттебом (1817-1882) — австрийский музыковед, композитор и музыкальный педагог
- Йохен Боль (1950) — лютеранский теолог, с 2004 года епископ Евангелическо-лютеранской земельной церкви Саксонии
- Нури Шахин (1988) — турецкий и немецкий футболист

## Города-побратимы
- Франция: Ромийи-сюр-Сен (с 1991)
- Россия: Таганрог (с 1991)

## Фотографии

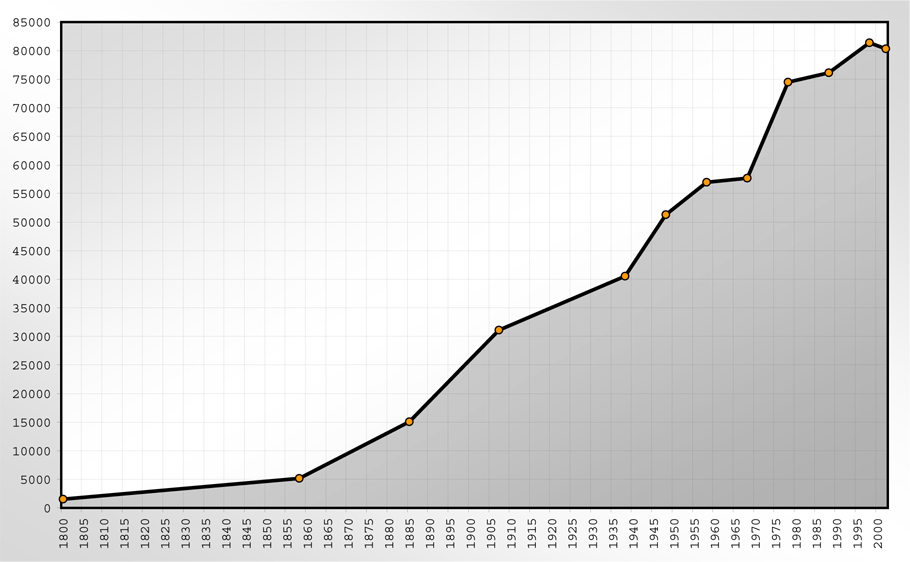
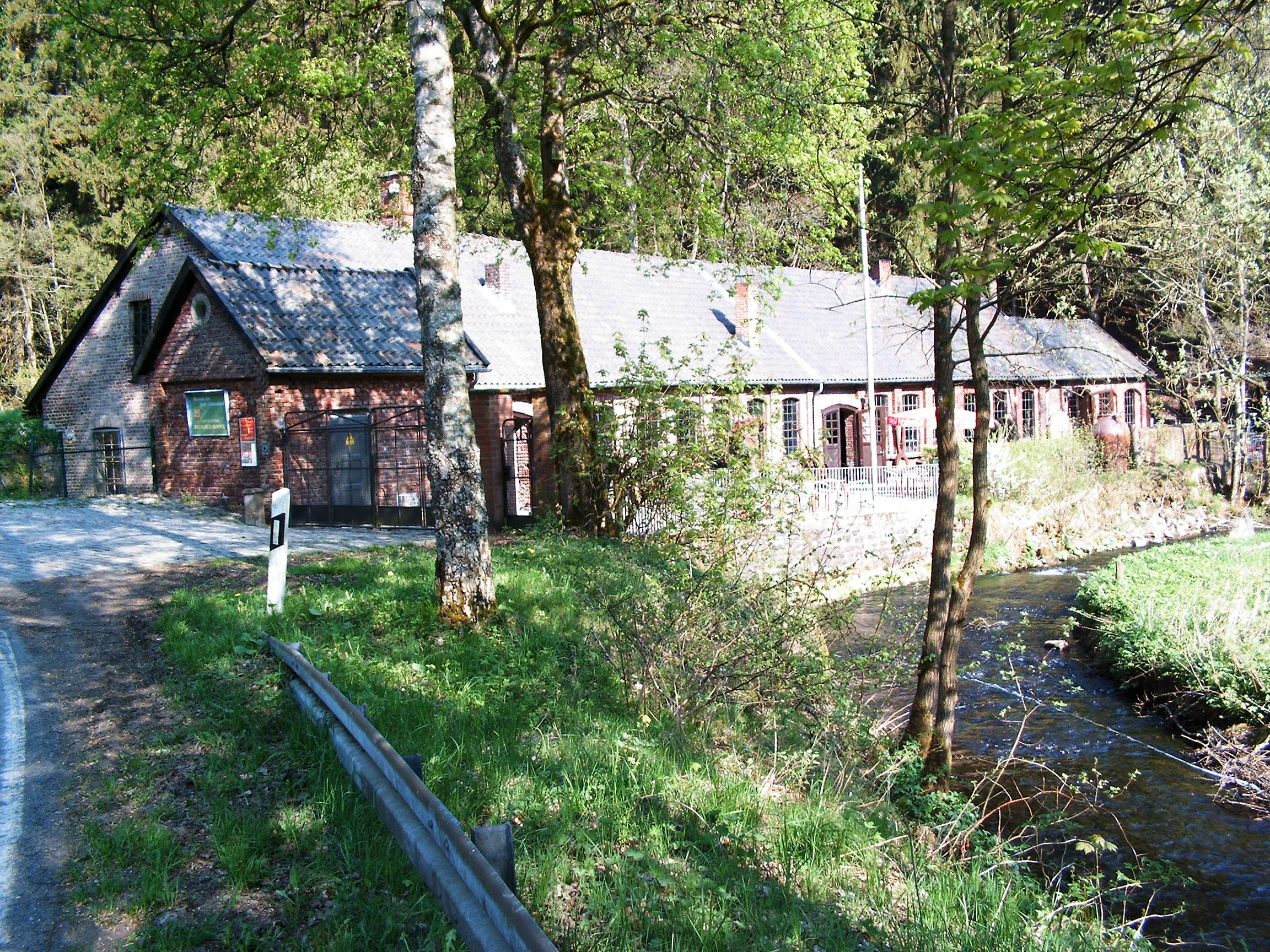
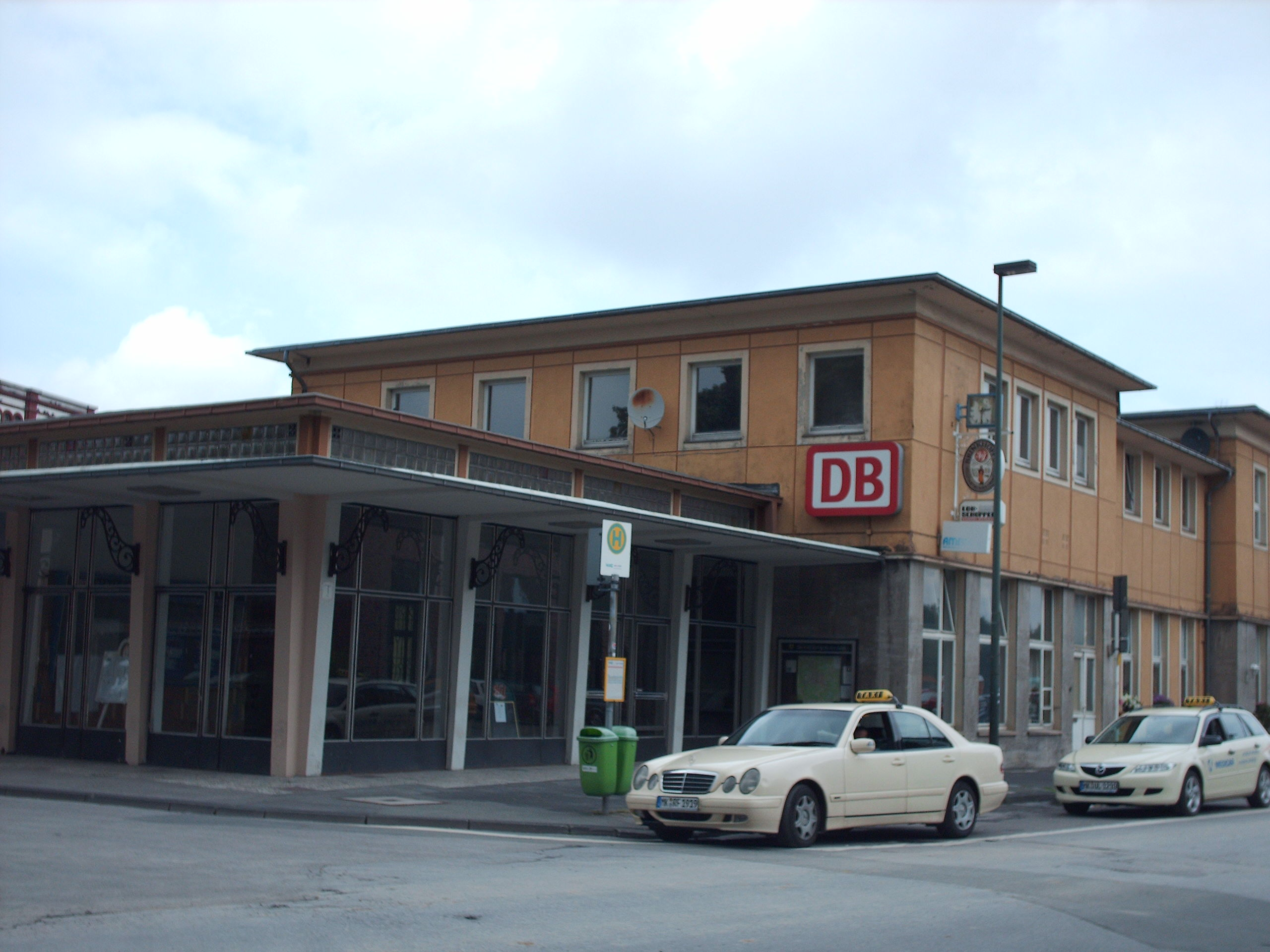